# Antevs Glacier
Antevs Glacier är en glaciär i Antarktis. Den ligger i Västantarktis. Argentina, Chile och Storbritannien gör anspråk på området. Antevs Glacier ligger 163 meter över havet.
Terrängen runt Antevs Glacier är huvudsakligen kuperad, men åt nordost är den bergig. Antevs Glacier ligger nere i en dal som går i nord-sydlig riktning. Trakten är obefolkad. Det finns inga samhällen i närheten.